# Malaysische Squashnationalmannschaft
Die malaysische Squashnationalmannschaft ist die Gesamtheit der Kader des malaysischen Squashverbandes Squash Racquets Association of Malaysia. In ihm finden sich malaysische Sportler wieder, die ihr Land sowohl in Einzel- als auch in Teamwettbewerben national und international im Squashsport repräsentieren.

## Historie

### Herren
Malaysia nahm erstmals 1979 bei einer Weltmeisterschaft teil. Ihr Debüt schloss die Mannschaft mit dem zwölften Platz ab. 1981 verzichtete Malaysia auf eine Teilnahme und nahm erst 1983 wieder teil. Bis 1989 scheiterte Malaysia in der Gruppenphase. 1991 verzichtete die Mannschaft erneut auf eine Teilnahme. Der erste Einzug ins Viertelfinale gelang vor heimischem Publikum in Petaling Jaya 1997. Bis 2013 gelang ihr das weitere fünf Mal, ihr bestes Resultat gelang jeweils 2007 und 2011 mit Platz fünf.
Bei Asienmeisterschaften zählt Malaysia zu einer der stärksten Mannschaften. Zwischen der ersten Austragung 1981 und 2014 verpasste die Mannschaft nur 1990 das Halbfinale. Insgesamt dreimal wurde sie Asienmeister: 2000, 2006 und 2008. Finalniederlagen musste sie 1994, 1998, 2002, 2004, 2010 und 2014 hinnehmen, alle gegen Pakistan.

## Letzter WM-Kader
Bei der letzten Weltmeisterschaft 2023 bestand die malaysische Mannschaft aus den folgenden Spielern:
| Rang | Name                  | Geburtsdatum    | WRL | Einsätze | Siege | Niederlagen |
| ---- | --------------------- | --------------- | --- | -------- | ----- | ----------- |
| 1.   | Addeen Idrakie        | 5. Januar 1994  | 65  | 5        | 2     | 3           |
| 2.   | Sanjay Jeeva          | 3. Juli 1999    | 91  | 5        | 3     | 2           |
| 3.   | Ameeshenraj Chandaran | 31. Januar 2004 | 136 | 5        | 2     | 3           |
| 4.   | Hafiz Zhafri          | 3. April 2001   | 178 | 1        | −     | 1           |

## Bilanz
| Herren |                    |                    |                    |                    |                    |
| Jahr   | Austragungsort     | Runde              | Platzierung        | Siege              | Niederlagen        |
| 1967   | Melbourne          | nicht teilgenommen | nicht teilgenommen | nicht teilgenommen | nicht teilgenommen |
| 1969   | Birmingham         | nicht teilgenommen | nicht teilgenommen | nicht teilgenommen | nicht teilgenommen |
| 1971   | Palmerston North   | nicht teilgenommen | nicht teilgenommen | nicht teilgenommen | nicht teilgenommen |
| 1973   | Johannesburg       | nicht teilgenommen | nicht teilgenommen | nicht teilgenommen | nicht teilgenommen |
| 1976   | Birmingham         | nicht teilgenommen | nicht teilgenommen | nicht teilgenommen | nicht teilgenommen |
| 1977   | Toronto            | nicht teilgenommen | nicht teilgenommen | nicht teilgenommen | nicht teilgenommen |
| 1979   | Brisbane           | Gruppenphase       | 12.                | 1                  | 7                  |
| 1981   | Stockholm          | nicht teilgenommen | nicht teilgenommen | nicht teilgenommen | nicht teilgenommen |
| 1983   | Auckland           | Gruppenphase       | 15.                | 2                  | 6                  |
| 1985   | Kairo              | Gruppenphase       | 17.                | 3                  | 4                  |
| 1987   | London             | Gruppenphase       | 23.                | 1                  | 7                  |
| 1989   | Singapur           | Gruppenphase       | 16.                | 4                  | 4                  |
| 1991   | Helsinki           | nicht teilgenommen | nicht teilgenommen | nicht teilgenommen | nicht teilgenommen |
| 1993   | Karatschi          | Gruppenphase       | 19.                | 3                  | 2                  |
| 1995   | Kairo              | Gruppenphase       | 21.                | 4                  | 2                  |
| 1997   | Petaling Jaya      | Viertelfinale      | 8.                 | 3                  | 3                  |
| 1999   | Kairo              | Gruppenphase       | 11.                | 2                  | 4                  |
| 2001   | Melbourne          | Viertelfinale      | 7.                 | 5                  | 2                  |
| 2003   | Wien               | Achtelfinale       | 14.                | 3                  | 3                  |
| 2005   | Islamabad          | Viertelfinale      | 6.                 | 4                  | 3                  |
| 2007   | Chennai            | Viertelfinale      | 5.                 | 6                  | 1                  |
| 2009   | Odense             | Achtelfinale       | 9.                 | 5                  | 1                  |
| 2011   | Paderborn          | Viertelfinale      | 5.                 | 6                  | 1                  |
| 2013   | Mülhausen          | Viertelfinale      | 8.                 | 4                  | 3                  |
| 2015   | Kairo              | keine Austragung   | keine Austragung   | keine Austragung   | keine Austragung   |
| 2017   | Marseille          | Achtelfinale       | 12.                | 3                  | 3                  |
| 2019   | Washington, D.C.   | Achtelfinale       | 9.                 | 4                  | 2                  |
| 2023   | Tauranga           | Achtelfinale       | 11.                | 3                  | 3                  |
| Gesamt | 19 / 27 Teilnahmen | 19 / 27 Teilnahmen | 0 Titel            | 66                 | 61                 |